# インターネット・バブル

NASDAQ総合指数の変遷（1994年～2005年）

インターネット・バブル（英: Internet bubble）とは、1990年代前期から2000年代初期にかけて、アメリカ合衆国の市場を中心に起こった、インターネット関連企業の実需投資や株式投資が、実態を伴わない異常な高値になったことである。
ネットバブル、ハイテクバブル、ITバブルとも呼ばれるが、英語では「dot-com bubble（ドットコム・バブル）」と言う。
「ドットコム会社」と呼ばれる多くのIT関連ベンチャーが設立され、1999年から2000年までの足掛け2年間に亘って株価が異常に上昇したが、2001年には完全にバブルは弾けた。
日本では、1993年11月から1997年5月までの、インターネット・バブルによる影響での景気拡張期を、好景気の名称（通称）で、「ITバブル」や「さざ波景気」、「カンフル景気」、「第二次平成景気」、「復興モバイル景気」、1999年2月から2000年11月までの好景気の名称で、「ITバブル」や「IT景気」、「ITブーム」、「第三次平成景気」などと呼ばれることもあり、また、2000年12月から2002年1月までの景気後退期を、不景気の名称（通称）で、「ITバブル崩壊」や「IT不況」、「第三次平成不況」、「デフレ不況」などと呼ばれることもある。

## 背景
1990年代末期に、消費者と直接の双方向通信を大量に処理できる電子商取引の可能性が現実化し、既存のビジネスモデルを揺るがせた。このため、多くの会社がインターネット関連投資に走り、これらのサービスを提供する情報技術関連企業に注目が集まった。さらに1998年から1999年にかけて持続した、連邦準備理事会のアメリカ合衆国ドル低金利政策が、ベンチャー創業資金や投資資金の調達を容易にした。
アメリカの大学を卒業したばかりの技術者やベンチャー起業家たちは、プレゼンテーションを配布するだけで多くの資金が集められるようになり、その企画書の多くは、投資家達にとって聞いたことの無く、説明されても理解できない語句で埋め尽くされていた。多くの起業主旨書は商業的可能性が疑わしく、あるいは技術的可能性について疑わしいものが含まれていた。

## 株価
通信関連銘柄が多いNASDAQのナスダック総合指数は、1996年には1000前後で推移していたが、1998年9月に1500を、1999年1月には2000を突破し、2000年3月10日に大天井5048.62をヒットした。同様の傾向はアメリカの株式市場だけでなく、ヨーロッパやアジアや日本の株式市場でも見られた。
このような中で、株式を公開したベンチャー企業創業者は莫大な富を手にし、シリコンバレーを中心に、ベンチャー設立ブームに拍車をかけた。アメリカ合衆国ではドットコム・ブーム、またはドットコム・バブルと呼ぶ。
当時アメリカの経済学者は、このような現象を「ニューエコノミー」としてもてはやしたが、その後、連邦準備制度理事会の米ドル利上げと、2000年3月13日に当時世界2位の経済大国であった日本が再び景気後退に入ったというニュースが報道されると、世界的な売り浴びせが引き起こされ、3月10日金曜日に最高値(5,048.62)を付けた株価は大きく下落していった。2000年5月には一旦底値を付け、8月まで再度上昇したものの、日本でのゼロ金利政策解除の影響も重なり、再び株価は急速に崩壊していった。
その後、株価は2001年9月11日のアメリカ同時多発テロ事件もあって、2002年には1000台まで下落した。

## ITバブル崩壊
このような株価の崩壊のなかで、多くのIT関連ベンチャーは倒産に追い込まれ、2002年の米国IT関連失業者数は56万人に達した。シリコンバレーを中心としたインキュベーターは一時的にではあれ縮小や廃止を余儀なくされ、Google・Amazon.com・eBayなど、一部のベンチャー企業のみが生き残った。崩壊後の不況の最中、2001年9月11日にアメリカ同時多発テロ事件が発生し、アメリカ合衆国の経済は深刻な不況へ突入した。電子商取引の仕組みを巧妙に利用した大規模な不正が発覚したエンロン社は2001年12月に破綻した。
マイクロソフトやインテル、デルやヒューレット・パッカードなど既存のIT関連事業者、あるいはベライゾンやAT&Tモビリティなど通信事業者などの株価も大幅に下落したが、本業が与えられた影響は軽微なものであった。光ケーブルの過剰敷設問題（ダークファイバ）の再燃も懸念されたが、すでに90年代後半の過剰投資の経験から、抑制的に投資されていたこともあり、ITバブル崩壊にともなうダークファイバの不良債権化については懸念されるほどの問題は生じなかった。

## 世界的影響
欧州諸国のなかでも英語圏で賃金コストが低かった小国アイルランドにIT関連企業の直接投資が相継ぎ、アイルランドはこのブームに乗って「ケルトの奇跡」と呼ばれる経済成長を達成した。バブル崩壊のアイルランド経済への打撃は決定的ではなかった。
英語人口が多いインドにもソフトウェア関連の投資が増加し、バンガロールのベンチャーに支えられたインド経済に好影響を与えた。
中華人民共和国でも、当時株式公開を行ったレノボなどのIT企業の株価はいきなり高値を付け、ハードウェア関連のスタートアップや工場が増えた深圳は「ハードウェアのシリコンバレー」と呼ばれるようになった。当時中国のITブームはようやく緒に付いたばかりでネットワーク効果によって市場が世界最大規模までになり、大きな打撃を受けることはなかった。
その後、ネット空間はグレート・ファイアウォールによって進出を阻まれた英語圏のGAFAから保護されてBAT（バイドゥ、アリババ、テンセント）が台頭した。

### 日本
ITバブルの当時、日本の家庭へのインターネット普及率は19.1％、事業所普及率は31.8％、企業普及率は88.6％であり、インターネット人口は2706万人ほどと推計されていた。これは利用人口としては世界第2位であったが、米国が1億630万人（1999年7月推計値）であるのに対して、日本は2706万人（1999年末推計値）という程度の普及状況であった。当時アイスランド、スウェーデン、カナダ、ノルウェーは普及率が40％を超えており、米国39.4％、オーストラリア36.4％と続き、台湾21.7％、日本21.4％、韓国21.3％、香港13.4％等々という状況下にあった。
国内市場ではヤフーをはじめとするソフトバンクグループ、楽天やサイバーエージェント、ライブドア（オン・ザ・エッヂ）などが、インターネット企業として興隆した。また米国ハイテク株に投資することを謳い文句とした投資信託商品が組成された。
一方で日本では、半導体や国産PC製造など1980年代に全盛を誇ったハード面が急激に衰退しており、ウェブブラウザや検索エンジン開発などのソフト面でも、多くの分野がすでに米国企業の後塵を拝していたため、投資対象となったのは、主に既存の通信・携帯電話関連株（NTT、NTTドコモ、KDDI）、コンピュータ関連株（NEC、富士通、東芝、ソニーなど）、半導体、通信ケーブル、あるいは光通信、大阪有線（現：USEN）、ソフマップなど新規上場株であった。
また日本国政府による起業支援、ストックオプションの規制緩和などが相俟ってベンチャーキャピタルが増加し、なかには詐欺まがいの問題企業も発生した（アイ・エックス・アイ。非上場では平成電電や近未來通信など）。市況全体も投資の活発化により刺激され、トヨタやファナック、キヤノン、任天堂などといった主力銘柄の一部もそれなりの株価上昇が見られた。1999年に全米証券業協会とソフトバンクがNASDAQ JAPANを発表、iモードがサービスを開始した。
こうした中で、世界的なITバブルの最中であった当時、e-japan構想やインパクが計画され、「情報革命」が流行語になった。しかし日本のITバブルは長くは続かず、2000年3月に文藝春秋が光通信の携帯電話売買を巡る不正を報じたことをきっかけに、同社の株は20日間ストップ安で最高値の100分の1近くまで下落、他のネット関連銘柄もほぼ時期を同じくして大幅に値を下げ、日本のネットバブルはあっけなく崩壊した。
この影響で日本社会のデジタル化は約20年後のコロナ禍まで停滞したといわれる。孫正義によると当時の日本社会はインターネットの登場に嫌悪感があり、ソフトバンクも偉い人達から相当馬鹿にされたという。
一方で日本の経済は、もともと1991年のバブル崩壊以来の平成不況と就職氷河期が続いており、IT関連投資が部分的だったため、米国を中心としたITバブル崩壊の日本への影響は極めて限定的だったが、完全失業率は失われた20年の影響もあって90年代を通じて一貫して上昇傾向にあり、2003年には5％を超える水準に達した。
インターネット・バブル崩壊を乗り切ったIT企業の一部は順調に成長し、のち時代の寵児となった企業にはライブドアがあったが、2006年にライブドア・ショックを起こすことになる。また、モバイル産業は当時世界最先端レベルにあり、国内では需要を維持し続けガラパゴスケータイと呼ばれる特異な発展を遂げたが、2000年代後半にスマートフォンが普及するとハード面を中心に壊滅的打撃を受けた。

## 再び成長へ
バブル崩壊後の情報通信産業は冬の時代が続いたが、2008年頃からスマートフォンの普及が進みアプリケーションの開発が進んだこと、2012年頃からビッグデータを活用した人工知能の研究が盛んになると、それを応用した仮想通貨や自動運転技術が開発されるようになり、再び情報通信産業への投資が進むようになった。その結果、ナスダック総合指数は上昇を続けており、2017年にはITバブル絶頂期だった2000年の数値を抜いて更に上昇がつづいている。

## 文献情報
- 「ITバブルの崩壊と2000年代の経済」野田哲夫（島根大学 情報化社会と経済2009年度共通教養科目）
- 「デジタルコンペティション」武石彰、ジェフリーLファンク（一橋ビジネスレビュー2004SUM）[リンク切れ]
- 「ITバブルの崩壊とテロ事件発生後の米国経済」ロバート･J･シャピロ（富士通総研EconomicReview2002.1）
- 「｢IT革命｣と「ITバブル」」篠﨑彰彦（2003年9月8日司法研究所平成15年度専門研究会 九州大学システムLSI研究センター）
- 「ＩＴバブル崩壊後の米国経済の変貌」篠﨑彰彦（2004年2月23日九州クロスフォーラム 九州大学システムLSI研究センター）
- 「恐慌･不況の経済学」林直道（新日本出版社）
- 「インターネットバブル」アンソニーパーキンス兄弟（日本経済新聞）